# Adidas Wawa aba

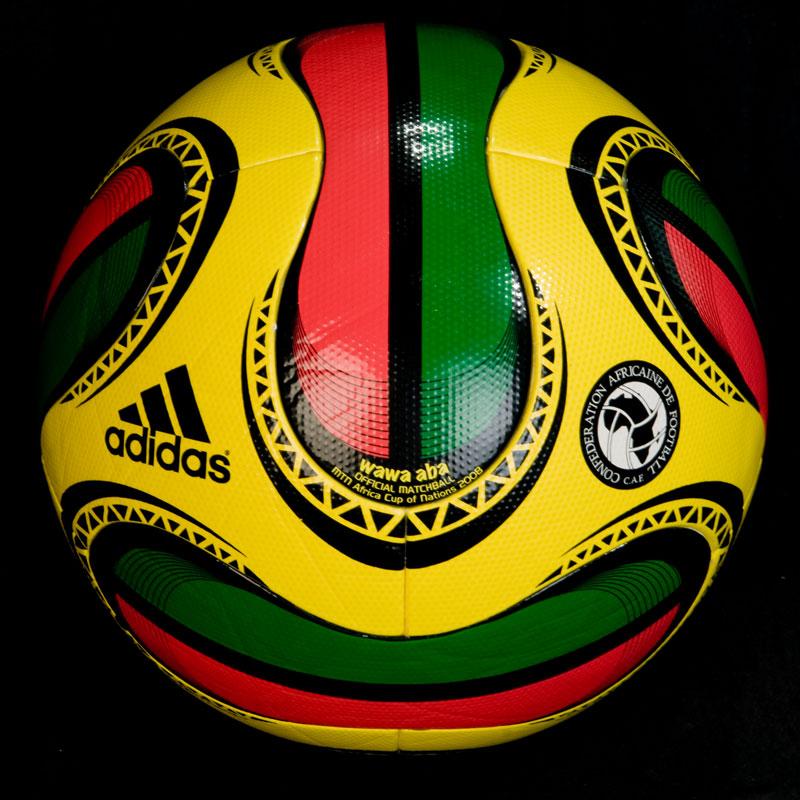
Waba Aba

Waba Aba foi a bola de futebol oficial do Campeonato Africano das Nações de 2008, produzida pela alemã Adidas, que é também a primeira bola oficial para uma edição do competição continental.
O nome é sinónimo de persistência na África Ocidental, onde o Wawa Aba é a semente da árvore Waba. De acordo com a cultura Akan, um grupo étnico da região, a Wawa Aba tem um significado místico: a não desmoralizar quando algo corre mal, a aproveitar todas as oportunidades de êxito e de ser forte, a adaptação a cada situação.
O estilo do desenho é semelhante ao da Teamgeist utilizada na Copa do Mundo de 2006, mas com as cores da bandeira nacional do Gana (vermelho, amarelo e verde) e decorações alusivas a alguns elementos clássicos da cultura africana.